# فليست
فليست Vlist  هي مدينة وبلدية سابقة غرب هولندا، في مقاطعة جنوب هولندا. منذ 2015 أصبح جزء من بلدية كرمبنيرفارد.

## طوبوغرافيا
خريطة طوبوغرافية هولندية لبلدية فليست، سبتمبر 2014، (تقرأ بعد ثلاث نقرات على الخريطة).

## توأمة
لفليست اتفاقيات توأمة مع:
- باتش